# Marcetia taxifolia
Marcetia taxifolia là một loài thực vật có hoa trong họ Mua. Loài này được (A. St.-Hil.) DC. mô tả khoa học đầu tiên năm 1828.

## Hình ảnh

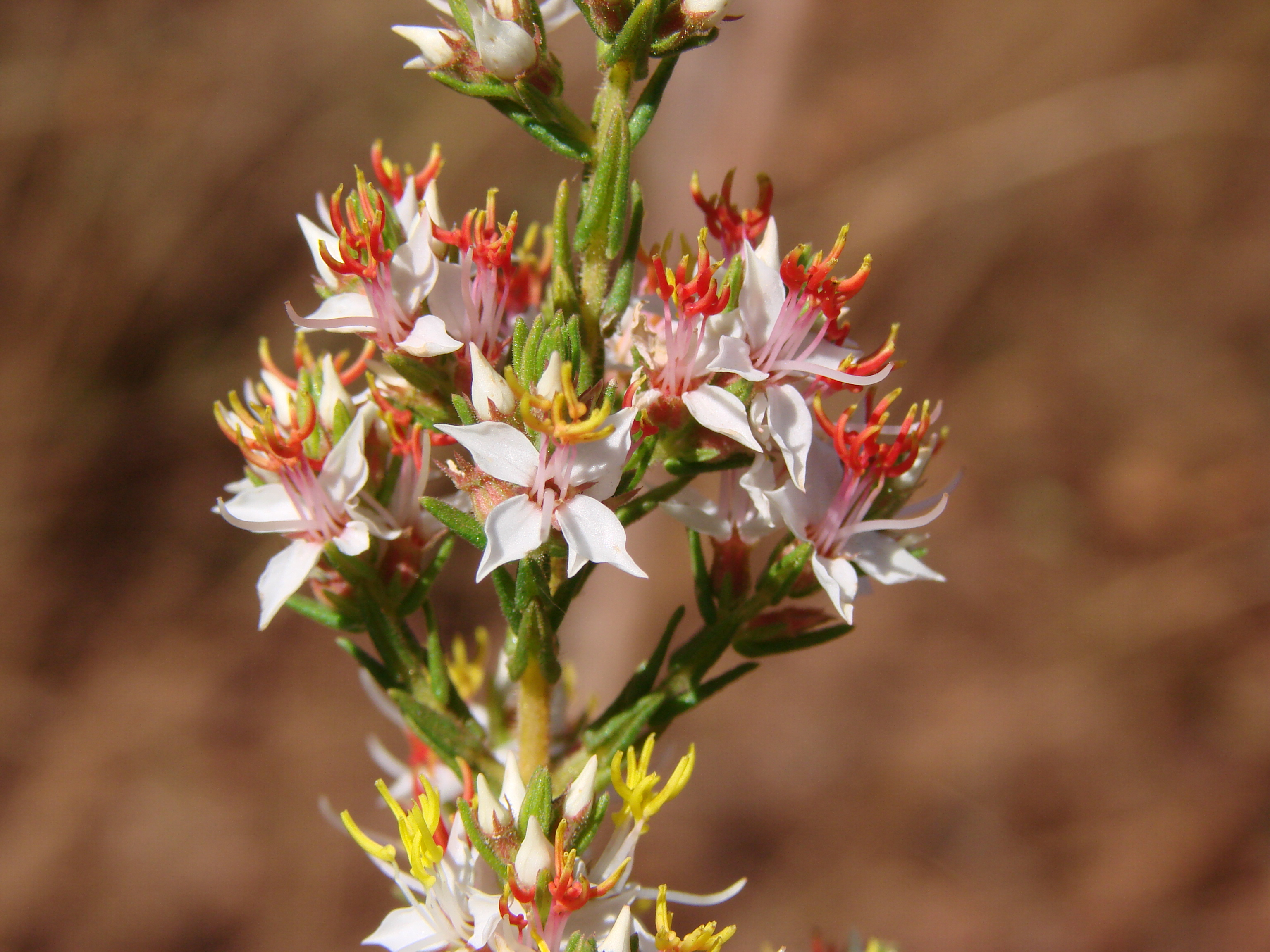